# Frans Brüggen

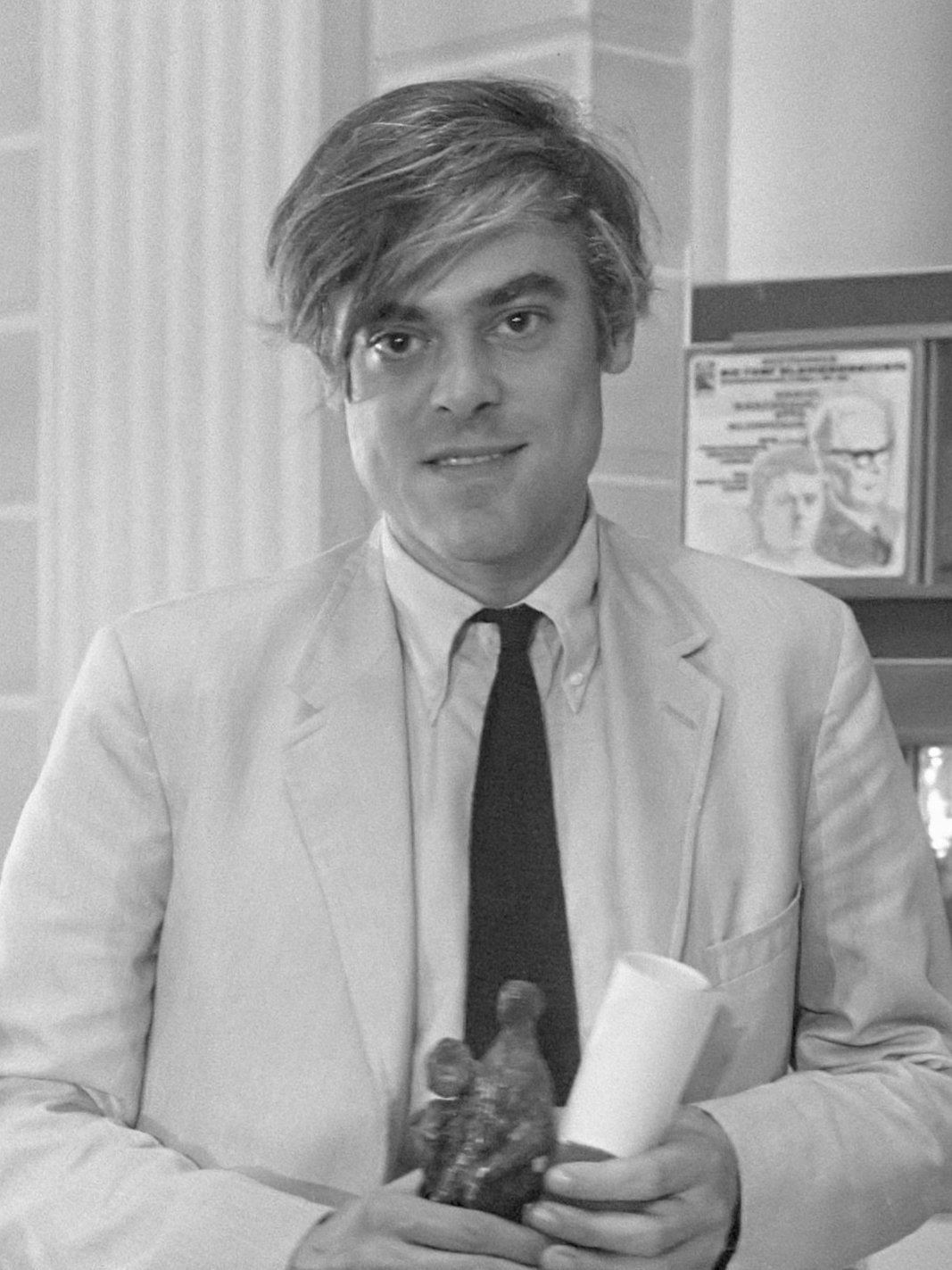
Frans Brüggen (1969)

Frans Brüggen (* 30. Oktober 1934 in Amsterdam; † 13. August 2014 ebenda) war ein niederländischer Dirigent und  Blockflötist.

## Leben und Wirken
Frans Brüggen studierte Blockflöte bei Kees Otten (1924–2008) am Konservatorium des Vereins Muzieklyceum („Conservatorium van de Vereniging Muzieklyceum“) in Amsterdam und Querflöte bei Hubert Barwahser und Johan Feltkamp. Als einer der Ersten in den Niederlanden konnte er das Studium mit dem Hauptfach Blockflöte abschließen; zuvor war dieses nicht zugelassen. Brüggen gilt als einer der bedeutenden Blockflötenspieler des 20. Jahrhunderts, der zur Renaissance des Instrumentes beitrug. Mit 21 Jahren wurde er zum Professor am Königlichen Konservatorium in Den Haag ernannt. Später wirkte er als Professor in Harvard und Berkeley. Besonders verdient gemacht hat er sich um die Wiederentdeckung verschollener Komponisten des 17. und 18. Jahrhunderts. Seine Interpretationen barocker und frühbarocker Werke erlangten enorme Popularität und übten großen Einfluss auf eine große Anzahl jüngerer Musiker aus. Die Blockflöte wurde nicht zuletzt durch ihn als Konzertinstrument wieder salonfähig gemacht.
1981 gründete Brüggen das Orchester des 18. Jahrhunderts. Von 1991 bis 1994 leitete er das niederländische Radio Kamerorkest. Ab 1994 war Brüggen Gastdirigent beim Orchestra of the Age of Enlightenment. 2010 wurde er für seine musikalischen Verdienste mit dem Prins Bernhard Kulturfonds Prijs ausgezeichnet. Im selben Jahr verlieh ihm die niederländische Königin die Eremedaille voor Kunst en Wetenschap.
Brüggen besaß eine bedeutende Sammlung barocker Block- und Traversflöten, unter anderem von Pierre Jaillard Bressan sowie anderen bekannten Flötenbauern des Barock, und trug viel zum originalgetreuen Nachbau dieser Instrumente bei.